# Touchdown (utwór)
Touchdown – piosenka hip-hopowa pochodząca z piątego studyjnego albumu amerykańskiego rapera T.I. pt. T.I. vs T.I.P. (2007). Napisany przez samego T.I. oraz wyprodukowany przez Jeffa Bassa, utwór nagrany został z gościnnym udziałem rapera Eminema.

## Informacje o utworze oraz promocji
„Touchdown” jest piosenką hip-hopową, w którym użyte zostały elektroniczne instrumenty klawiszowe przypominające dźwięk grającej trąbki. W linię melodyczną wkomponowano także perkusyjny hi-hat oraz bęben wielki.
Tematem piosenki jest sukces, jaki w branży muzycznej odnieśli wykonawcy: T.I. i Eminem. W jednym z rapowanych przez siebie wersów T.I. krytykuje ludzi, którzy wypowiadają się negatywnie na temat stylistyki tekstów utworów hip-hopowych.
Jesienią 2007 utwór zyskał promocję airplayową na terenie Stanów Zjednoczonych, jednak nigdy nie został opublikowany fizycznie jako singel. Był notorycznie emitowany w odcinkach telewizyjnego programu Monday Night Football stacji ABC, transmitującego mecze futbolu amerykańskiego ligi National Football League (NFL).

## Pozycje na listach przebojów
| Kraj              | Notowanie (2007)                 | Wydawca   | Najwyższa pozycja |
| ----------------- | -------------------------------- | --------- | ----------------- |
| Stany Zjednoczone | Billboard Bubbling Under Hot 100 | Billboard | 9                 |
| Stany Zjednoczone | Pop 100                          | Billboard | 96                |